# Bildershaw
Bildershaw – wieś w Anglii, w hrabstwie Durham. Leży 20 km na południe od miasta Durham i 360 km na północ od Londynu.